# Sekkurivier
De Sekkurivier  (Zweeds: Sekkujoki) is een rivier die stroomt in de Zweedse gemeente Kiruna. De beek verzorgt de afwatering van het moeras Sekkuvuoma van circa 4 km2. In dat moeras ligt het meer Sekkujärvi van 2 km2 van waaruit de rivier naar het zuiden stroomt. Het meer en moeras bevinden zich op circa 400 meter boven de zeespiegel. Aan de westzijde van het meer liggen drie bergtoppen van de Sekkuvaara, waarvan de hoogste  574 meter is. De rivier die inclusief bronrivier 44 kilometer lang is, levert haar water af aan de Vittangirivier.
Aan hetzelfde moeras Sekkuvuoma grenst het Rasikkajärvi van waaruit de Rasikkarivier naar het noorden stroomt.
Afwatering: Sekkurivier → Vittangirivier → Torne → Botnische Golf